# 이브라힘 알자파리

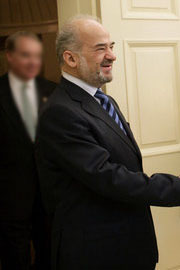
이브라힘 알자파리

이브라힘 알아샤이키르 알자파리(Ibrahim al-َAshaiqir al-Jaafari, 1947년 ~ )는 2005년 이라크 제헌의회 선거에 의해 설립된 이라크 과도정부의 신임 총리이다.
그는 시아파 정치인으로 2004년 이라크 임시정부의 두 부통령 중 하나이자, 이라크 이슬람 다와당의 주대변인이었다.
알자파리는 카르발라에서 태어나 모술 대학에서 의학박사 교육을 받았다. 그는 1968년 이슬람 다와당에 가입했고, 1974년 대학을 졸업한 후 바트당 정부가 다와당을 무자비하게 분쇄할 때까지 이라크에서 당을 위해 적극적으로 일했다.
그는 1980년 이란으로 망명해 그곳에서 반 사담 후세인 운동에 참여했다. 1989년 그는 런던으로 옮겨가 그곳에서 영국 주재 다와당 대변인이 되어 반 사담 운동의 폭을 넓히는 데 중요한 역할을 했다.
2003년 이라크 침공 후 그는 재빨리 고국으로 돌아왔다. 그는 2003년 7월, 미국이 후원하는 이라크 임시 행정 위원회의 위원으로 선택되었고, 그 첫 번째 의장이자 사담 이후 이라크의 첫 번째 임시 대통령으로 한 달 동안 일했다. 2004년 6월 1일 그는 새 이라크 정부의 두 부통령 중 하나로 선택되었다.
그는 다와당을 시아파 선거(공천)연합 유나이티드 이라크연맹(UIA)에 참가시켰고, 이라크 이슬람혁명최고위원회(SCIRI) 지도자 압둘 아지즈 알하킴에 이어 공천명단의 두 번째 후보에 올랐다.
2005년 이라크 선거에서 UIA가 제1당으로 떠오르자 그는 이 나라의 새 총리가 될 유력한 후보로 부상했다. 오직 아흐메드 찰라비만이 총리 자리를 놓고 그에게 도전할 수 있었다. 그러나 찰라비는 후에 UIA 소속 정당들 다수로부터 지지를 받는 데 실패해 경쟁에서 탈락했는데, 이는 부분적으로는 찰라비가 과거 미국과 유착했던 전력이 있기 때문이었다. 따라서 결국 알자파리는 연맹의 총리직 후보로 부동의 지위를 확보하게 되었다.
이라크 대통령 위원회 선거 하루 후인 2005년 4월 7일, 그는 총리로 지명되었다.
그리고 폭넓은 지지를 확보하기 위한 오랜 협상 끝에, 그와 그의 내각은 4월 28일 이라크 국가 의회에서 최종적으로 승인받았다.
침공 이래의 여론조사에서 알자파리는 꾸준히 정치인들 중 지지율 수위를 달리고 있으며, 알리 알시스타니와 모크타다 알사드르에 뒤이은 인기를 누리고 있다. 그에 따라 다와당도 가장 인기있는 정당으로 자리잡고 있다.

## 참고 자료
- Ibrahim al-Eshaiker al-Jaafari 공식 사이트(아랍어)
- Ibrahim al-Eshaiker al-Jaafari 약력(아랍어)
- Ibrahim al-Eshaiker al-Jaafari 공식 사이트(영어)
- The Man to Heal Iraq 2005년 2월 24일 바그다드에서 가진 Guardian지와의 인터뷰
- Profile: Ibrahim Jaafari  2005년 2월 16일 BBC News
- Interview with Ibrahim al-Jaafari  Der Spiegel지 인터뷰, 2005년 3월 21일 (영어).